# 内田伸輝
内田 伸輝（うちだ のぶてる、1972年11月20日 - ）は、埼玉県出身の映画監督、脚本家。

## 略歴
10代から画家を目指し油絵を学んでいたが、絵筆をカメラに持ち替え独自の世界観を映像で表現し始める。
ドキュメンタリー映画『えてがみ』が、第25回ぴあフィルムフェスティバル（PFF）審査員特別賞、第28回香港国際映画祭スペシャルメンションを受賞。
初長編劇映画『かざあな』では第8回TAMA NEW WAVEグランプリや主演女優賞をはじめ、第30回ぴあフィルムフェスティバル（PFF）で再び審査員特別賞を受賞。
第27回バンクーバー国際映画祭ドラゴン＆タイガーアワード部門で上映される。
2010年、長編劇映画2作目となる『ふゆの獣』で第11回東京フィルメックス最優秀作品賞を受賞。
ロッテルダム国際映画祭、香港国際映画祭、サン・セバスティアン国際映画祭など数多くの映画祭上映され、2011年7月、テアトル新宿他にて全国劇場公開される。
2012年長編映画『おだやかな日常』（監督、脚本、編集）長編劇映画4作目となる『さまよう獣』が2013年連続で全国劇場公開される。
『おだやかな日常』は釜山国際映画祭にてワールドプレミア上映後、東京フィルメックス、ロッテルダム国際映画祭、テッサロニキ国際映画祭他、国内外多数の映画祭で上映。
2013年10月に台北（台湾）にて劇場公開される。2014年6月、カナリア諸島地球環境映画祭2014にて最優秀作品賞。
『ぼくらの亡命』（2016年）第17回東京フィルメックス、第7回サハリン国際映画祭で上映。2017年7月、ユーロスペース他にて全国劇場公開した。
2020年夏に撮影した長編映画『女たち』では監督、脚本、編集を担当。第43回モスクワ国際映画祭メインコンペティションに選ばれる。

## フィルモグラフィー
- えてがみ（2002年）監督・撮影・構成・編集
- かざあな（2007年）監督・撮影・プロット・編集
- ふゆの獣（2010年）監督・撮影・プロット・編集
- おだやかな日常（2012年）監督・脚本・編集
- さまよう獣（2012年）監督・共同脚本
- キエル（2013年）監督・脚本・編集
- その顔（2014年）監督・脚本・編集
- 赤い森（2014年）監督・脚本・編集
- ぼくらの亡命（2017年）脚本・監督・プロデューサー・美術・録音・音響効果・整音・編集
- 躾（2018年）監督・脚本・編集
- croquis（2018年）監督・脚本・編集
- スウィート・ランデヴー（2018年）監督・編集
- 女たち（2021年）監督・脚本・編集

## 受賞歴
『えてがみ』（2002年）
第25回ぴあフィルムフェスティバル PFFアワード2003 審査員特別賞
第28回香港国際映画祭 ドキュメンタリー部門 スペシャルメンション授与

『かざあな』（2007年）
第8回TAMA NEW WAVE グランプリ ベスト女優賞
ひろしま映像展2008 グランプリ 企画脚本賞 演技賞
第30回ぴあフィルムフェスティバル PFFアワード2008 審査員特別賞

『ふゆの獣』（2010年）
第11回東京フィルメックス コンペティション部門 最優秀作品賞

『おだやかな日常』（2012年）
カナリア諸島地球環境映画祭2014 最優秀作品賞